# Función de Cantor
En matemáticas, la función de Cantor, llamada así en honor del matemático alemán Georg Cantor, es un ejemplo de función matemática que es continua pero no absolutamente continua. También se la conoce como la escalera del Diablo.
La función de Cantor guarda una estrecha relación con el conjunto de Cantor.

## Definición
La función de Cantor {\displaystyle c:[0,1]\rightarrow [0,1]} se define como sigue:
1. Expresa {\displaystyle x} en base 3.
2. Si en {\displaystyle x} aparece algún 1, sustituye por 0 todos los dígitos estrictamente a la derecha del primer 1.
3. Sustituye todos los dígitos 2 que quedan por 1.
4. Interpreta el resultado como un número binario. El resultado es {\displaystyle c(x)}.

Por ejemplo:
- 1/4 se convierte en 0.02020202... base 3; no hay unos así que el siguiente paso es todavía 0.02020202...; esto se reescribe como 0.01010101...; leído en base 2, esto es 1/3 así que {\displaystyle c(1/4)=1/3}.
- 1/5 se convierte en 0.01210121... base 3; el primer uno se cambia a 2 seguido de ceros para producir 0.02000000...; esto se reescribe como 0.01000000...; leído en base 2, esto es 1/4 así que {\displaystyle c(1/5)=1/4}.

Es mucho más fácil comprender la definición si miramos al gráfico siguiente:

## Propiedades
- La función de Cantor desafía la intuición más ingenua sobre la continuidad y la medida; aunque es continua en todos los puntos y tiene derivada cero en casi todo punto, {\displaystyle c} va de 0 a 1 a medida que {\displaystyle x} va de 0 a 1, y toma todos los valores intermedios. La función de Cantor es el ejemplo más comúnmente citado de una función real que es uniformemente continua (y por tanto también continua) pero no absolutamente continua. No tiene derivada en ningún punto del conjunto de Cantor; es constante en los intervalos de la forma:

{\displaystyle (0.x_{1}x_{2}x_{3}\ldots x_{n}022222\ldots ,0.x_{1}x_{2}x_{3}\ldots x_{n}200000\ldots )}

y cualquier punto que no esté en el conjunto de Cantor está en uno de dichos intervalos, con que su derivada fuera del conjunto de Cantor es cero.
- Extendida por la izquierda con valor 0 y por la derecha con valor 1, es la función de distribución acumulativa de una variable aleatoria uniformemente distribuida en el complemento del conjunto de Cantor en el intervalo [0,1]. Esta distribución, llamada la distribución de Cantor, no posee parte discreta.
- Sin embargo, ninguna parte no constante de la función de Cantor se puede representar como la integral de una función de densidad de probabilidad.
- La función de Cantor es el ejemplo estándar de función singular.
- La función de Cantor es monótona creciente, por lo que en particular su gráfica define una curva rectificable. La longitud de arco de la misma es 2.

## Definiciones alternativas

### Construcción iterativa
A continuación se define una sucesión {\displaystyle \{f_{n}\}} de funciones sobre el intervalo unidad que converge a la función de Cantor.
Sea {\displaystyle f_{0}(x)=x}. Entonces para cada entero {\displaystyle n\geq 0}, la siguiente función {\displaystyle f_{n+1}(x)} se definirá en términos de {\displaystyle f_{n}(x)} como sigue:

{\displaystyle f_{n+1}(x)={\begin{cases}0,5\times f_{n}(3x)&{\text{si }}0\leq x\leq 1/3\\0,5&{\text{si }}1/3<x\leq 2/3\\0,5+0,5\times f_{n}(3x-2)&{\text{si }}2/3<x\leq 1\end{cases}}}

En realidad los tres casos son compatibles en los extremos 1/3 y 2/3, porque {\displaystyle f_{n}(0)=0} y {\displaystyle f_{n}(1)=1} para todo {\displaystyle n}, por inducción. Se puede comprobar que {\displaystyle f_{n}} converge puntualmente a la función de Cantor definida anteriormente. Más aún, la convergencia es uniforme. En efecto, separando los tres casos, en consonancia con la definición de {\displaystyle f_{n+1}}, se puede ver que:
{\displaystyle \max _{x\in [0,1]}|f_{n+1}(x)-f_{n}(x)|\;\leq \;{\frac {1}{2}}\,\max _{x\in [0,1]}|f_{n}(x)-f_{n-1}(x)|\;,\quad n\geq 1}
Si {\displaystyle f} denota la función límite, se sigue que, para todo {\displaystyle n\geq 0},

{\displaystyle \max _{x\in [0,1]}|f(x)-f_{n}(x)|\leq 2^{-n+1}\,\max _{x\in [0,1]}|f_{1}(x)-f_{0}(x)|}

Nótese también que la elección de la función inicial no importa realmente, siempre y cuando {\displaystyle f_{0}(0)=0}, {\displaystyle f_{0}(1)=1} y {\displaystyle f_{0}} esté acotada.

### Volumen fractal
La función de Cantor está estrechamente relacionada con el conjunto de Cantor. El conjunto de Cantor {\displaystyle C} puede definirse como el conjunto de los números del intervalo [0,1] que no contienen el 1 en su desarrollo en base tres. Resulta que el conjunto de Cantor es un fractal con infinitos (no numerable) puntos (volumen de dimensión cero), pero longitud cero (volumen de dimensión uno). Sólo el volumen D-dimensional {\displaystyle H_{D}} (en el sentido de la medida Hausdorff) toma un valor finito, donde:

{\displaystyle D={\cfrac {\log(2)}{\log(3)}}}

es la dimensión fractal de {\displaystyle C}. Podemos definir la función de Cantor alternativamente como el volumen D-dimensional de las secciones del conjunto de Cantor

{\displaystyle f(x)=H_{D}(C\cap (0,x))}

## Generalizaciones
Sea

{\displaystyle y=\sum _{k=1}^{\infty }b_{k}2^{-k}}

un desarrollo diádico del número {\displaystyle 0\leq y\leq 1} en términos de dígitos binarios {\displaystyle b_{k}=\{0,1\}}. Ahora consideremos la función

{\displaystyle C_{z}(y)=\sum _{k=1}^{\infty }b_{k}z^{k}}

Para {\displaystyle z=1/3}, la inversa de la función {\displaystyle x=(2/3)C_{1/3}(y)} es la función de Cantor. Esto es, {\displaystyle y=y(x)} es la función de Cantor. En general, para cualquier {\displaystyle z<1/2}, {\displaystyle C_{z}(y)} tiene un aspecto similar a la función de Cantor puesta de lado, con la anchura de los pasos aumentando a medida que {\displaystyle z} se aproxima a cero.
La función interrogación de Minkowski se parece visualmente a la función de Cantor, como si fuera una función de Cantor «suavizada», y puede construirse pasando de una expansión en fracciones continuas a una expansión binaria, de la misma forma que la función de Cantor puede construirse pasando de una expansión ternaria a una expansión binaria. La función interrogación posee la interesante propiedad de tener derivadas que se anulan en todos los números racionales.